# Inteligencia, vigilancia, adquisición de objetivos y reconocimiento

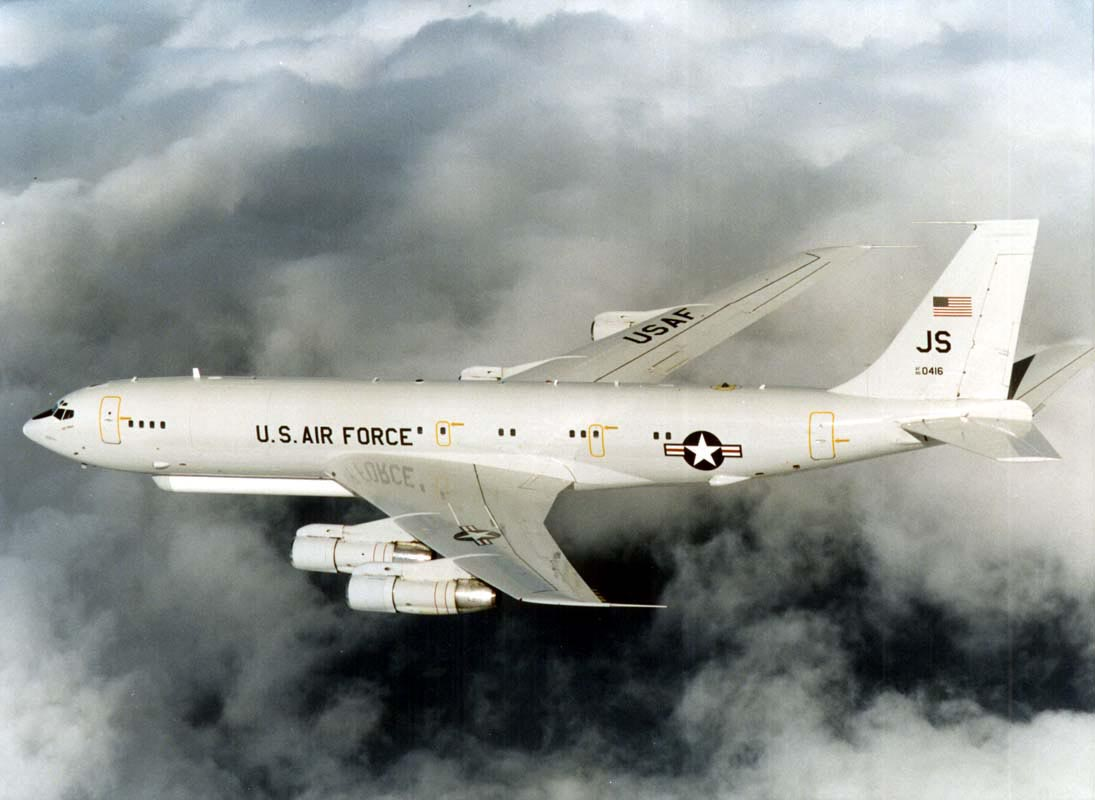
Sistema de radar de vigilancia conjunta de ataques a objetivos (JSTARS)

ISTAR son las iniciales en inglés de inteligencia, vigilancia, localización de objetivos y reconocimiento. En su sentido macroscópico, ISTAR es una práctica que vincula varias funciones del campo de batalla para ayudar a una fuerza de combate a emplear sus sensores y gestionar la información que recopilan.
La información se recopila en el campo de batalla mediante la observación sistemática por parte de soldados desplegados y una variedad de sensores electrónicos. La vigilancia, la adquisición de objetivos y el reconocimiento son métodos para obtener esta información. Luego, la información se pasa al personal de inteligencia militar para su análisis y luego al comandante y su Estado Mayor para la formulación de planes de batalla. La inteligencia es información procesada que es relevante y contribuye a la comprensión del terreno y de las disposiciones e intenciones del enemigo.